# Rhinopithecus
Rhinopithecus és un gènere de micos del Vell Món. El gènere és rar i necessita molta més investigació. Aquests primats viuen al nord del Vietnam i Myanmar i al sud de la Xina, a les províncies de Guizhou, Yunnan, Sichuan i el Tibet. Malgrat que la versió catalana del nom és rinopitec i tots els membres del gènere són anomenats així, no és un terme sinònim de Rhinopithecus, ja que els membres dels gèneres Simias i Pygathrix també són anomenats així.
Aquests micos tenen la piràmide nasal molt curta i la cara rodona, amb les fosses nasals disposades cap endavant. Tenen el pèl relativament multicolor i llarg, sobretot a les espatlles i a l'esquena. Creixen fins a una longitud de 51 a 83 cm, amb una cua de 55 a 97 cm.
Els rinopitecs habiten boscos de muntanya fins a elevacions de més de 4.000 m. A l'hivern es traslladen a les regions profundament apartades. Les zones d'elevació més alta són més remotes i són difícils d'accedir i utilitzades pels humans, i altres estudis han trobat menys deforestació, més forestació i repoblació forestal, menys disminució dels hàbitats i menys extinció a les zones topogràficament escarpades. Totes les espècies de Rhinopithecus habiten boscos primaris i les cel·les quadrícules amb cobertura arbòria ≥ 75% poden constituir un hàbitat potencial important. Passen la major part de la seva vida als arbres. Viuen junts en grups molt grans de fins a 600 membres, dividint-se en grups més petits en èpoques de manca d'aliments com a l'hivern. Els grups estan formats per molts més mascles que femelles. Tenen instints territorials, que defensen el seu territori sobretot amb crits. Tenen un ampli repertori vocal, de vegades en solitari, mentre que altres junts de forma coral.
La dieta d'aquests animals consisteix principalment en fulles d'arbres, brots de bambú i fruits. Un estómac ambdiverses cambres els ajuda a digerir els aliments.
L'impuls de l'aparellament comença per la femella. Pren contacte visual amb el mascle i fuig una mica i, a continuació, li ensenya els genitals. Si el mascle mostra interès (que no sempre es produeix), s'uneix a la femella i s'aparellen. El període de gestació de 200 dies finalitza amb un sol naixement a finals de primavera o principis d'estiu. Els animals joves maduren plenament en uns sis a set anys. Els zoòlegs saben poc sobre la seva vida quotidiana.

## Taxonomia
El gènere Rhinopithecus inclou les següents espècies:
- Rinopitec daurat, Rhinopithecus roxellana (Xina).
- Rinopitec negre, Rhinopithecus bieti (Xina).
- Rinopitec de Brelich, Rhinopithecus brelichi (Xina).
- Rinopitec de Tonquín, Rhinopithecus avunculus (Vietnam).
- Rinopitec de Stryker, Rhinopithecus strykeri (Myanmar).[3]